# Vegueria de Barcelona
|  | Aquest article tracta de la vegueria del segle xiii-xviii, per la futura vegueria vegeu Àmbit metropolità de Barcelona |

| \| \| segle XIII — 1716 \| → \| |                             |   |
|                                 |                             |   |
| Capital                         | Barcelona                   |   |
| Període històric                | Edat mitjana - Edat Moderna |   |
| • Establiment                   | segle XIII                  |   |
| • Decrets de Nova Planta        | 1716                        |   |
|                                 | segle XIII — 1716           | → |

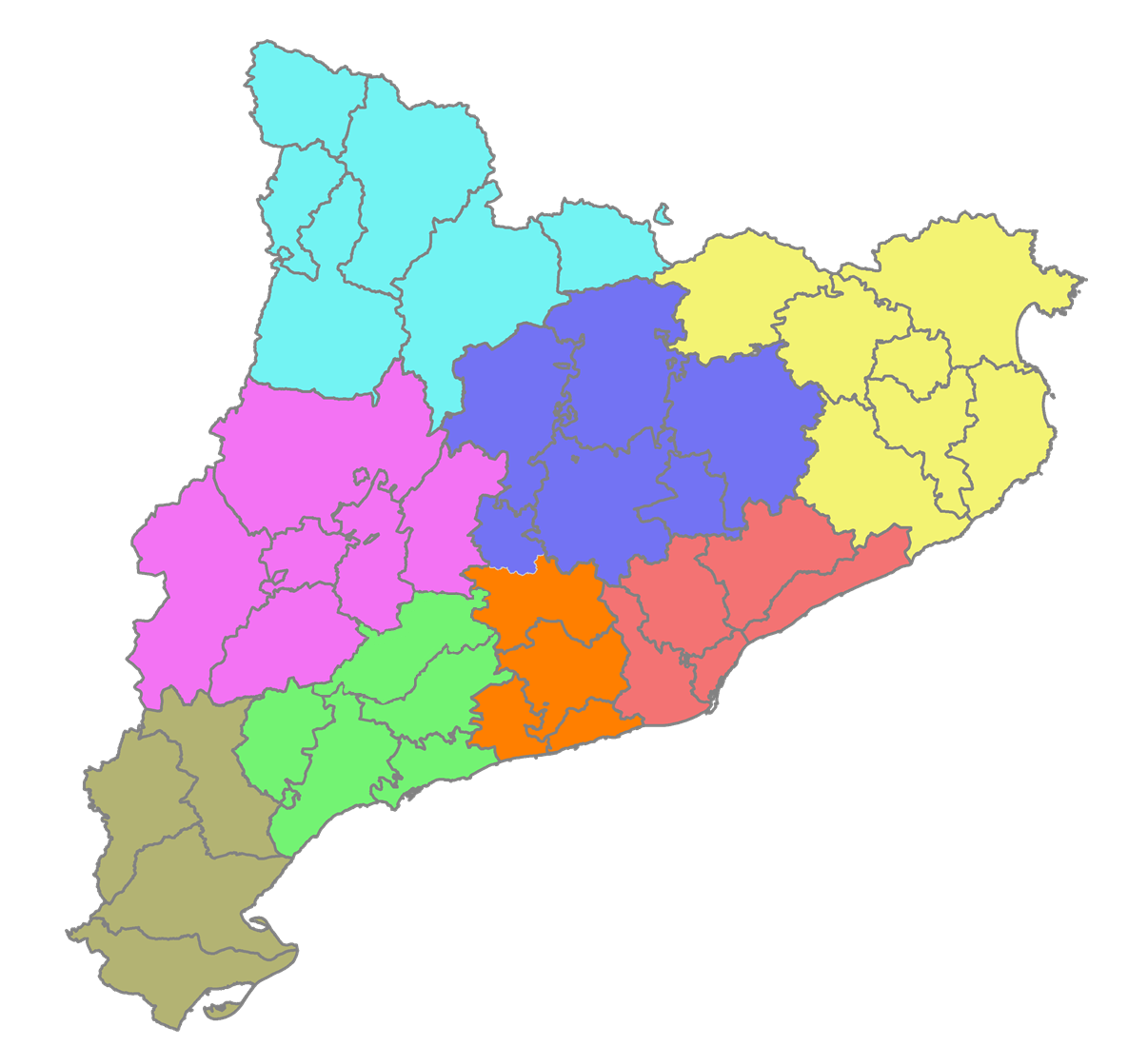
Àmbit metropolità de Barcelona

Àmbit metropolità de Barcelona (1995 - 2016)

Regió I de Barcelona (1936 - 1939)

La vegueria de Barcelona fou una de les vegueries històriques del Principat de Catalunya, amb cinc segles de vigència.
La primera delimitació coneguda és del 1304, encara que ja existia prèviament. Anomenada aleshores vegueria de Barcelona i del Vallès, comprenia el pla de Barcelona, el Vallès, el Baix Maresme fins a Caldetes, i la major part del Baix Llobregat.
Al segle xviii comprenia tres sotsvegueries: del Vallès, i els enclavaments d'Igualada i de Moià. Al final del segle xiv, Igualada i Moià havien obtingut el dret de carreratge de Barcelona, i van passar a ser sotsvegueries (sotsvegueria d'Igualada i sotsvegueria del Moianès) amb una certa autonomia del veguer de Barcelona.
Amb els Decrets de Nova Planta (1716), la vegueria va ser dividida en els corregiments de Barcelona i de Mataró (que comprenia el Vallès). A part del fet que Mataró havia esdevingut la segona ciutat del Principat, la divisió s'ha interpretat com un càstig a la tenaç resistència de Barcelona a Felip V. Igualada es va incloure al corregiment de Vilafranca, i Moià al de Manresa.
El 1936 es va recuperar la delimitació de l'antiga vegueria amb la creació de la Regió I, que la Ponència de Divisió Territorial havia denominat, el 1932, com vegueria de Barcelona. Incloïa tota la comarca del Maresme (l'Alt Maresme era de l'antiga vegueria de Girona) i del Baix Llobregat. Fou suprimida el 1939.
El 1995, el Pla territorial general de Catalunya definia l'Àmbit metropolità de Barcelona equivalent a l'antiga Regió I més l'Alt Penedès i el Garraf.
El 2001, l'Informe sobre la revisió del model d'organització territorial de Catalunya (Informe Roca) proposava la creació de la vegueria de Barcelona equivalent a l'actual àmbit metropolità amb algunes modificacions d'adscripció comarcal. Però no s'ha dut a la pràctica. La delimitació és discutida per la Plataforma per una Vegueria Pròpia que fa campanya per recuperar l'antiga vegueria de Vilafranca, anomenat Gran Penedès, amb les comarques de l'Alt Penedès i el Garraf que ara estan adscrites a l'àmbit metropolità de Barcelona.